# سیارک ۱۲۵۸۵
سیارک ۱۲۵۸۵ (به انگلیسی: 12585 Katschwarz، نامگذاری:1999RN64) دوازده هزار و پانصد و هشتاد و پنجمین سیارک کشف شده است که در ۷ سپتامبر ۱۹۹۹ کشف شد.
قدر مطلق سیارک برابر ۱۵٫۵ است.